# PRIDE 13
PRIDE 13: Collision Course fue un evento de artes marciales mixtas producido por PRIDE Fighting Championships, celebrado el 25 de marzo de 2001 en el Saitama Super Arena de Saitama.